# Lorenz Rusch
Lorenz Leopold Rusch (* 8. Februar 2005) ist ein österreichischer Fußballspieler.

## Karriere

### Verein
Rusch begann seine Karriere beim FC Dornbirn 1913. Zur Saison 2019/20 kam er in die AKA Vorarlberg, in der er fortan sämtliche Altersstufen durchlief. Im Februar 2022 debütierte Rusch, der bis dahin noch nicht einmal für die Amateure gespielt hatte, für die Profis seines Stammklubs Dornbirn in der 2. Liga, als er am 17. Spieltag der Saison 2021/22 gegen den SKU Amstetten in der 75. Minute für Matheus Favali eingewechselt wurde.

### Nationalmannschaft
Rusch spielte im Oktober 2019 dreimal für die österreichische U-15-Auswahl.